# Cinabra clementi
Cinabra clementi är en fjärilsart som beskrevs av Philippe Darge 1975. Cinabra clementi ingår i släktet Cinabra och familjen påfågelsspinnare. Inga underarter finns listade i Catalogue of Life.